# Laguna Trébol
La laguna Trébol es un cuerpo de agua superficial ubicado en la comuna de Chaitén, Provincia de Palena en la Región de Los Lagos. Su emisario descarga en el río Tictoc.

## Ubicación y descripción
La Dirección General de Aguas le asigna en el inventario de público de lagos el código 10822091-1 en el Banco Nacional de Aguas, con una altitud de 23 m s. n. m. y un área del espejo de agua de 18 km².
Hans Niemeyer hace una relativamente extensa descripción del lago, aunque no le da un nombre, a no ser el de "lago 2":: 507–508 
En su curso inferior el tío Tictoc recibe por su ribera sur o izquierda el emisario de un lago de forma de fiordo cuyo eje mayor se orienta de sur a norte y posee longitud de 6 km y un ancho medio de 1 km. El emisario tendra 1 km de longitud.
El lago de origen tiene forma irregular y lanza tres brazos en forma de fiordos interiores, dos hacia el oriente y el tercero hacia el sudeste. El brazo central viene a ser la prolongación de otro lago (Lago 1) que tiene su eje mayor en análoga dirección. El lago principal (Lago 2) tiene una extensión del espejo de agua de 24 km2 y está situado prácticamente en el centro de la cuenca. Tiene alimentación desde el norte, en un río que baja de la falda de un macizo de 1250 msm (sic) y desarrolla un curso de 12 km hasta vaciarse en la ribera norte del lago. Otro afluente de importancia le cae en el extremo oriente del brazo norte. Proviene de un pequeño lago sobre la línea divisoria de aguas oriental. De su extremo poniente sale el emisario en dirección exacta al oeste y recorre 14 km hasta vaciarse al lago principal. El lago que le da origen tiene una forma irregular elongada, de 4 km de longitud.

## Historia
Como se ve en el mapa de Luis Risopatrón, su existencia no era conocida en 1910 ni en 1945 como puede apreciarse en el mapa c:File:43-quellon-palena-futalelfu-MP0001340.pdf del Instituto Geográfico Militar de Chile.